# Забарська сільська рада
Забарська сільська рада — колишня адміністративно-територіальна одиниця та орган місцевого самоврядування в Андрушівському і Попільнянському районах Бердичівської округи, Київської й Житомирської областей Української РСР та України з адміністративним центром у с. Забара.

## Населені пункти
Сільській раді були підпорядковані населені пункти:
- с. Забара
- с. Котівка

## Населення
Відповідно до перепису населення СРСР, станом на 17 грудня 1926 року, чисельність населення ради становила 721 особу, з них, за статтю: чоловіків — 356, жінок — 365; етнічний склад: українців — 508, євреїв — 15, поляків — 194, чехів — 4. Кількість господарств — 163, з них несільського типу — 4.
Відповідно до результатів перепису населення СРСР, кількість населення ради, станом на 12 січня 1989 року, становила 750 осіб.
Станом на 5 грудня 2001 року, відповідно до перепису населення України, кількість мешканців сільської ради становила 646 осіб.

## Склад ради
Рада складалася з 12 депутатів та голови.

## Керівний склад сільської ради
| ПІБ                       | Основні відомості                                                         | Дата обрання | Дата звільнення |
| ------------------------- | ------------------------------------------------------------------------- | ------------ | --------------- |
| Владика Григорій Іванович | Сільський голова, 1953 року народження, освіта, член Партії регіонів      | 26.03.2006   | 31.10.2010      |
| Владика Григорій Іванович | Сільський голова, 1953 року народження, освіта вища, член Партії регіонів | 31.10.2010   |                 |

Примітка: таблиця складена за даними джерела

## Історія
Створена 17 грудня 1925 року, відповідно до рішення Бердичівської ОАТК, в с. Забара Котівської сільської ради Андрушівського району Бердичівської округи.
Станом на 1 вересня 1946 року сільська рада входила до складу Андрушівського району Житомирської області, на обліку в раді перебувало с. Забара.
11 серпня 1954 року, внаслідок виконання указу Президії Верховної ради УРСР «Про укрупнення сільських рад по Житомирській області», до складу ради приєднано с. Котівка ліквідованої Котівської сільської ради Андрушівського району.
На 1 січня 1972 року сільська рада входила до складу Андрушівського району Житомирської області, на обліку в раді перебували села Забара та Котівка.
Припинила існування 24 листопада 2015 року через об'єднання до складу Червоненської селищної територіальної громади Андрушівського району Житомирської області.
Входила до складу Андрушівського (17.12.1925 р., 4.01.1965 р.) та Попільнянського (30.12.1962 р.) районів.